# 휴가 (2020년 영화)
휴가(Our Season)는 한국에서 제작된 육상효 감독의 2020년 드라마, 판타지 영화이다. 김해숙 신민아 배우가 주연으로 출연하였다.

## 출연

### 주연
- 김해숙
- 신민아
- 강기영
- 황보라